# Ashley (Ohio)
Pour les articles homonymes, voir Ashley.
Ashley est un village américain situé dans le comté de Delaware, dans l'Ohio. Selon le recensement de 2010, sa population est de 1 330 habitants.